# Ganzheitliche Medizin
Ganzheitliche Medizin oder Ganzheitsmedizin ist ein Sammelbegriff für Konzepte und Methoden im Bereich der Medizin, welche die Natur und den kranken Menschen in umfassenden Zusammenhängen betrachten und behandeln. Hinter dem Begriff „ganzheitlich“ stehen unterschiedliche naturphilosophische, religiöse, mystische, esoterische, systemtheoretische, psychosoziale, ökologische oder politische Ideen. Die Weltgesundheitsorganisation nimmt seit 1946 in ihrer Definition von Gesundheit eine ganzheitliche Sichtweise ein und beschreibt diese als „Zustand des vollständigen körperlichen, geistigen und sozialen Wohlergehens und nicht nur das Fehlen von Krankheit oder Gebrechen“.
Die neueren Konzepte der zu Beginn des 20. Jahrhunderts als Schulrichtung entstandenen „Ganzheitsbetrachung“ sehen (etwas verallgemeinert) den Menschen als ein strukturiertes, nach außen offenes System, dessen Teile in wechselseitiger Beziehung zueinander, zur Gesamtheit und zur Außenwelt stehen. Die hier einwirkenden Faktoren seien:
- die eigene Person (verstanden als Einheit von Körper, Seele und Geist),
- die soziale Umwelt (Mitmenschen, Gesellschaft)
- die natürliche Umwelt (Wasser, Boden, Luft, Klima)
- die künstliche Umwelt (Technik und Wissenschaften)
- Übersinnliches (Religion, Glaube).

Typisch für „ganzheitliche“ medizinische und pflegerische Konzepte seien weniger konkrete Handlungsanweisungen als Visionen und Ideale, die einem „Bedürfnis nach einer neuen ‚Übersichtlichkeit‘“ entsprächen beziehungsweise ideologische Denkweisen „als Versuche, eine Antwort auf die Sinnkrise des naturwissenschaftlich-rationalen Denkens zu finden“.

## Geschichte
Die Frage nach dem Wesen der Ganzheit und nach dem Verhältnis des Ganzen zu seinen Teilen hat die Philosophie seit der Antike beschäftigt. Die häufig Aristoteles zugeschriebene Aussage „Das Ganze ist mehr als die Summe seiner Teile“ wurde so allerdings erst 1890 von dem österreichischen Philosophen Christian von Ehrenfels geprägt.
In seinem Werk Lob der Heilkunst sah bereits 1518 Erasmus von Rotterdam die Medizin als eine Tätigkeit an, der es wie der Theologie um den „ganzen Menschen“ gehe.
Im Gegensatz zur später aufkommenden Trennung somatischer und psychischer Aspekte betrachtete etwa Goethe (1749–1832) Krankheiten noch ganzheitlich. Um 1700 stellte sich die zuvor auf der Humoralpathologie basierende Heilkunde laut dem Medizinhistoriker Gundolf Keil auf die Grundlage des Cartesianismus und verzichtete damit darauf, Ganzheitsmedizin zu sein.
Mit der Romantik im beginnenden 19. Jahrhundert hatte sich in Deutschland und Frankreich als Gegenbewegung zu den sozialen und kulturellen Auswirkungen der Industrialisierung so etwas wie eine ganzheitliche Bewegung mit einem deutlich anti-aufklärerischen Affekt entwickelt. Die heterogene Gruppe der beteiligten Wissenschaftler und Philosophen fühlte sich von einem Bild der Fragmentierung und des Mechanismus bedroht. Dieses Bild wurde zurückgeführt auf die Gesetze Isaac Newtons, der nach Ansicht der romantischen Wissenschaftler und Philosophen durch diese Gesetze „das Universum voll Farbe, Qualität und Spontaneität, in das er hineingeboren wurde, in das kalte, qualitätslose und unpersönliche Reich eines homogenen und dreidimensionalen Raums verwandelt hatte, in dem die Teilchen der Materie wie Marionetten nach mathematisch berechenbaren Gesetzen tanzten“.
Christian von Ehrenfels verwies demgegenüber darauf, „dass das, was wir an Phänomenen wahrzunehmen scheinen, nicht die vermeintlich atomistischen Elemente seien, aus denen sie bestehen, sondern ihre Beziehung zueinander, das strukturierte Ganze, in dem sich die Elemente einfügten“. Er machte dies mit einem Beispiel aus der Musik anschaulich: hier würde man ja auch nicht das Wesen einer Melodie erkennen, wenn man die einzelnen Noten sich anschauen würde, sondern erst in der Gesamtheit würde man die Melodie erkennen und hören.

## Begriffsbeschreibung
Der Neurologe und Gestalttheoretiker Kurt Goldstein erarbeitete als erster eine ganzheitliche Konzeption des „Organismus-in-seiner-Umwelt“ in seinem Buch Der Aufbau des Organismus (1934).
Anne Harrington kommt in ihrer Studie zu dem Schluss, dass nach dem Ersten Weltkrieg eine „Infizierung der deutschen Ganzheitslehre mit den Rassegedanken und ihre teilweise Absorption in die Politik und Mythologie des Nationalsozialismus“ stattfand (S. 22) und dass der Begriff der Ganzheit von Anfang an im Spannungsfeld von Wissenschaft und Rettungsmythologie stand (S. 19). Sie macht aber auch deutlich, dass die Geschichte des Ganzheitsdenkens aus vielen Geschichten besteht und auch Positionen möglich waren, die sich auf demokratischer Grundlage sahen und die in Kritik zum Nationalsozialismus standen, wie z. B. bei Kurt Goldstein und Max Wertheimer.

### Medizin und Pflege
In der Medizin und Pflegewissenschaft lassen sich grob zwei Typen „ganzheitlicher“ Ansätze unterscheiden:
- Holistische Theorien. Diese vertreten die Auffassung, dass die Eigenschaften des Ganzen nicht durch die Eigenschaften der isolierten Teile erklärt werden können und deshalb Ganzheiten zur Erklärung komplexer Systemen herangezogen werden müssen – hier wird der Mensch als „bio-psycho-soziales Wesen“ mit den weiteren „Systembestandteilen (…) Umwelt, Geist / Spiritualität und kosmische Energien sowie (…) entwicklungsspezifischen Variablen“ angesehen;
- Pragmatischere Betrachtungsweisen. Dort wird versucht, mehrere Problembereiche mit ihren Verknüpfungen zu sehen und eine einseitige Betonung einzelner Aspekte zu vermeiden. Als Ziel der Betreuung und Behandlung wird „die umfassende Berücksichtigung aller Aspekte des Krankseins unter Beachtung der Lebensbedingungen des Patienten, seiner Vorstellung von Krankheit und Gesundheit sowie seiner Wünsche, am Behandlungsprozess teilzunehmen oder sich in ihm passiv zu verhalten“, gefordert. Ganzheitlichkeit habe „also wesentlich den kranken Patienten, das Kranksein“ im Blick, nicht in erster Linie „die Krankheit“.

Es gibt demnach zwei Richtungen: eine, welche mystische, spirituelle und kosmische Energien einschließt, dabei von einem vorwissenschaftlich, religiös-weltanschaulichen Menschenbild ausgeht und eine, die den Menschen als „nicht-reduzierbare Einheit“ ansieht, welche mit der Umwelt verwoben ist und hierbei sich die Erkenntnisse der Psychologie, Soziologie, Ethnologie oder allgemein der Anthropologie nutzbar macht. Beide Denkrichtungen berufen sich auf die Systemtheorie von Bertalanffy und gehen von der Vorstellung aus, dass der Mensch ein offenes System ist, d. h. ein System, dessen Grenzen zur Umwelt hin durchlässig ist, das auf die Umwelt wirkt und gleichzeitig von ihr beeinflusst ist.
Die Spannbreite ganzheitlicher Therapien ist wie ihr theoretischer Grund äußerst vielfältig. Sie reicht von der sich zu Beginn des 20. Jahrhunderts als Erfassung der „leibseelischen Totalität“ der erkrankten Person bemerkbar machenden psychosomatischen Medizin über verschiedene alternative Heilmethoden wie die traditionelle chinesische Medizin bis hin zu Modellen, die weit über dies hinausgehen und ein in sich geschlossenes Gedankengebilde darstellen, wie das der Esoterik zugehörige Geistheilen oder das Heilen mit Kristallen. Es eint die unterschiedlichen Ausrichtungen der ganzheitlichen Medizin, die den Menschen als Einheit, als vernetztes System zu sehen verspricht, die Sehnsucht nach dem „Guten, Wahren, Schönen“, die Sehnsucht nach einem einheitlichen und geschlossenen Weltbild, nach einer harmonischen Einbettung des Einzelschicksals in einen größeren Zusammenhang, nach Sinn, Wert und Bedeutung des eigenen Lebens.

### Maschine und Sozialismus versus Ganzheit und Nation
Den Menschen ging es zum Ende des neunzehnten Jahrhunderts zunehmend besser – auch wenn weiterhin ein großer Teil der europäischen Bevölkerung in Armut lebte, entstanden mit der Industrialisierung und der zunehmenden Nutzung der Technik Arbeitsplätze. Durch Zuhilfenahme industriell produzierter Dünger in der Landwirtschaft konnten jahreszeitlich bedingte Hungersnöte beseitigt werden. In der gleichen Zeit entwickelte sich die Medizin sprunghaft weiter. Kurz vor der Jahrhundertwende wurden, unter anderem von Robert Koch, viele Infektionserreger, wie 1882 der Tuberkelbazillus oder 1883 der Choleraerreger, identifiziert und mit der Entdeckung des Antibiotikums Penicillin 1928 konnten diese wirksam therapiert werden. Zwischen der Mitte des 19. Jahrhunderts und den 1920er Jahren war die mechanische Denkrichtung die führende – und doch gab es die gesamte Zeit über ganzheitliche Theoretiker. Gerade in Deutschland fanden sich diese unter den konservativen politischen Kräften und innerhalb der Burschenschaften. Diese sahen eine Ganzheitlichkeit ebenfalls politisch. Wie die Mechanisten den Menschen und die Staaten als Maschinen sahen, die auch so funktionierten, sahen die Ganzheitstheoretiker den Staat als natürliches, hierarchisches Gebilde, welches urwüchsig aus sich heraus gedeiht.
Erst mit der Krise des Ersten Weltkrieges kam es zu einer Renaissance und einem Durchbruch ganzheitlicher Ideen, da der Krieg als ein Maschinenkrieg angesehen wurde, und wie Jakob Johann von Uexküll es 1920 ausdrückte, hatte die erste Regierung der parlamentarischen Weimarer Republik „das Weltideal der Materialisten, das Chaos, auf den Staat übertragen“. So wurde von den Ganzheitstheoretikern um Jakob von Uexküll mit der Demokratie ein Bild des Chaos aufgebaut und jedes materialistische Denken wurde hier abgelehnt. Somit waren für sie „Sozialismus“ und „Amerikanismus“ nur unterschiedliche Spielarten einer mechanischen Denkweise. Die „natürliche“, hierarchisch geprägte Gesellschaftsordnung war für von Uexküll mit dem Ersten Weltkrieg und dem Ende der Monarchie untergegangen. Die darauf folgende „neue“, „chaotische“, demokratisch geprägte Republik wurde von ihm und anderen Ganzheitlichkeitstheoretikern abgelehnt. Hier kam es nun einerseits zu einer Weiterentwicklung der Moderne und zum anderen zu einer neuen ganzheitlichen Bewegung in Europa. Diese Bewegungen liefen beide parallel und waren unterschiedlich einflussreich. In der deutschen Politik vom Ende des Ersten Weltkrieges bis zum Nationalsozialismus sind beide Strömungen nachweisbar. Gerade dem deutschen Nationalsozialismus standen einige der Ganzheitstheoretiker wie Jakob von Uexküll, Felix Krueger, Erwin Liek und Viktor von Weizsäcker inhaltlich und persönlich nahe. So begrüßten diese exponierten Vertreter der Ganzheitlichkeit in Deutschland ausdrücklich die nationalsozialistische Machtergreifung, da sie die demokratische Republik als unnatürlich und absurd empfanden.
Im Gesundheitswesen machte seit Mitte der 1920er Jahre das Schlagwort von der „Krise der Medizin“ die Runde. Erwin Liek als repräsentativer Fürsprecher für eine ganzheitliche Medizin in dieser Zeit kritisierte die Technik, die Mechanisierung und die Bürokratisierung der Medizin, beschwor eine „Ganzheit von Seele, Geist und Körper“ und fand ein lebhaftes Echo. Auch von angesehenen Vertretern der Schulmedizin wie Ferdinand Sauerbruch oder Ludolf von Krehl wurde die Auffassung vertreten, dass „praktische Heilkunst“ mehr als Naturwissenschaft sein müsse. Um 1929 tauchte der Begriff „Neue Deutsche Heilkunst“ auf, der völkisch-nationale Elemente in die Bemühungen um die Überwindung dieser „Krise“ einbrachte. Diese Tendenz wurde von der nationalsozialistischen Gesundheitspolitik bereitwillig in ihrer Kritik an der Schulmedizin aufgenommen, die als „jüdisch-marxistisch“ durchsetzt und zu stark sozialmedizinisch orientiert angesehen wurde. Mit Begriffen wie dem „großen Ganzen“, dem „Naturganzen“ oder dem „Volksganzen“ wurden Konzepte einer „biologischen Medizin“ mit Ärzten als „Gesundheitsführern der Nation“ formuliert. Rücksichtslos sozialdarwinistische „Rassenhygiene“ wurde zur neuen Leitideologie. Sie begünstigte hunderttausende Zwangssterilisationen, die Vernichtung so genannten „lebensunwerten Lebens“ in zunächst zehntausendfachem Morden (so genannte „Euthanasie“-Aktion T4) und verbrecherische Humanexperimente vorwiegend in Konzentrationslagern durch Ärzte (siehe: Medizin im Nationalsozialismus). Die Ermordung mehrerer Millionen Juden kann als horrende Eskalation angesehen werden.
Nach 1945 galten Schlagwörter wie „biologische Medizin“, „Synthese von Hochschulmedizin und Naturheilkunde“ oder gar „Neue Deutsche Heilkunde“ als politisch stark vorbelastet. Dies traf auf „Ganzheitsmedizin“ offensichtlich nicht zu. Mit dieser Vokabel wurde versucht, eine desavouierte Strömung in der Medizin wieder salonfähig zu machen. Dabei gab es erstaunliche personelle Kontinuitäten. 1949 führte Werner Zabel, der Hitlers Leibarzt Theo Morell als Diätberater zur Verfügung gestanden hatte, in Berchtesgaden im Auftrag der „Arbeitsgemeinschaft der Westdeutschen Ärztekammern“ „Fortbildungskurse für Ganzheitsmedizin“ durch und veröffentlichte in der Zeitschrift „Hippokrates“ einen Aufsatz „Weiterbildung zur Ganzheitsmedizin“. Karl Kötschau, der in den 1930er Jahren als Prodekan der Medizinischen Fakultät „Jena zur Kampfuniversität für ganzheitliches Denken“ machen wollte und 1935 vom Reichsärzteführer zum Leiter der „Reichsarbeitsgemeinschaft für eine Neue Deutsche Heilkunde“ bestimmt wurde, propagierte in den 1950er und 1960er Jahren eine „Ganzheitsmedizin“, deren Fundamente aus Homöopathie, Naturheilkunde, Akupunktur und Psychotherapie bestehen sollten.

### New Age
Über die Humanistische Psychologie und die New-Age-Bewegung kehrte die Idee der Ganzheitlichkeit in den sechziger und siebziger Jahren des 20. Jahrhunderts nach Europa zurück. Dies begründete und unterfütterte die damals gerade aufkommende Umweltbewegung mit einer philosophisch begründeten Technikkritik und einer damit einhergehenden neuen Spiritualität. In den USA und später auch in Westeuropa entdeckte die Generation der neuen Linken und Hippies, die vom Vietnamkrieg traumatisiert und der Welt der Älteren entfremdet war, eine „Maschine“ in ihrer Mitte – nicht die atomistische, dezentralisierte Industriegesellschaft, sondern die übermäßig zentralisierte Autorität eines fortgeschrittenen kapitalistischen „militärisch-industriellen Komplexes“.
In den sechziger Jahren nahmen die Angriffe auf die Wissenschaft zu. Sie wurde als eine grundsätzlich unterdrückende Institution in Dienste der Militärs und des big business und als eine Epistemologie bezeichnet, die mit einem fundamental inadäquaten Ansatz Wirklichkeit erkennen wollte. Hier wurde ein Riss wahrgenommen und es musste eine neue Wissenschaft geschaffen werden, welche diesen Riss überwinden und eine neue Ganzheitlichkeit herstellen würde.

## Moderne Ansätze ganzheitlicher Medizin
Von Seiten der wissenschaftlich begründeten Medizin werden Konzepte der Psychosomatischen Medizin gelegentlich als „ganzheitliche Medizin“ bezeichnet. Ähnliche Konzepte verfolgen auch die Biopsychosoziale Medizin und die Verstehende Psychologie.
Die Medizinische Kybernetik umfasst die Anwendung systemtheoretischer, nachrichtentheoretischer, konnektionistischer und entscheidungsanalytischer Konzepte für biomedizinische Forschung und klinische Medizin. Das Ziel der medizinischen Systemtheorie ist es, die komplexen Zusammenhänge des physischen Systems und deren spezifische vernetzte Funktionsweise besser zu verstehen. Dabei werden physiologische Dynamiken im gesunden und erkrankten Organismus identifiziert und systemtheoretisch modelliert. Die Medizinische Universität Wien unterhält ein eigenes Institut für Medizinische Kybernetik.